# Nittenmossen-östra
Nittenmossen-östra este o arie protejată (arie specială de conservare — SAC, sit de importanță comunitară — SCI) din Suedia întinsă pe o suprafață de 38 ha, integral pe uscat.

## Localizare
Centrul sitului Nittenmossen-östra este situat la coordonatele 60°04′20″N 14°44′32″E / 60.0723°N 14.7421°E.

## Înființare
Situl Nittenmossen-östra a fost declarat sit de importanță comunitară în decembrie 1998 pentru a proteja un număr necunoscut de specii din flora spontană și fauna sălbatică aflate în arealul zonei. Situl a fost protejat și ca arie specială de conservare în martie 2011.

## Biodiversitate
Situată în ecoregiunea boreală, aria protejată conține 6 habitate naturale: Taiga vestică, Mlaștini împădurite, Cursuri de apă de la nivel de câmpie la nivel montan, cu vegetație Ranunculion fluitantis și Callitricho-Batrachion, Lacuri și iazuri distrofice naturale, Mlaștini turboase de tranziție și turbării mișcătoare, Turbării active.
La baza desemnării sitului se află un număr nedeclarat de specii protejate.